# Аксёнова, Елизавета Вячеславовна
Елизавета Вячеславовна Аксёнова (род. 11 сентября 1995, Красноярск) — казахстанская саночница, участница зимней Олимпиады 2014 года.

## Биография
Елизавета Аксенова родилась 11 сентября 1995 года и выросла в Красноярске. В 2006 году начала заниматься санным спортом в СДЮСШОР Красноярска. С 2010 года тренируется у Татьяны Чепурной.
В это же время стала выступать на российских и международных турнирах среди юниоров. Часто становилась призёром. Благодаря хорошим результатам стала кандидатом в юношескую команду России.
В 2012 году начала выступать за Казахстан. На одном из этапов Кубка мира сезона 2012/13 годов она показала 44-й результат, пока это лучшее достижение спортсменки в соревнованиях среди взрослых.
На Олимпиаде 2014 года в Сочи была 28-й в одиночке.